# فيلامالور
بلدية فيلامالور (بالإسبانية: Villamalur)‏، هي إحدى بلديات مقاطعة كاستيلون التي تقع في منطقة بلنسية، في شرق إسبانيا.
يبلغ عدد سكانها 100 نسمة وفقاً لإحصائية سنة (2006).